# Caulolatilus princeps
Caulolatilus princeps is een  straalvinnige vissensoort uit de familie van tegelvissen (Malacanthidae). De wetenschappelijke naam van de soort is voor het eerst geldig gepubliceerd in 1840 door Jenyns.
De soort staat op de Rode Lijst van de IUCN als niet bedreigd, beoordelingsjaar 2007.